# Orciano di Pesaro
Orciano di Pesaro là một đô thị ở tỉnh Pesaro và Urbino trong vùng Marche, nằm cách 45 km về phía tây của Ancona và khoảng 25 km về phía nam của Pesaro. Tại thời điểm ngày 31 tháng 12 năm 2004, đô thị này có dân số 2.257 và diện tích là 23,8 km².
Orciano di Pesaro giáp các đô thị sau: Barchi, Mondavio, Monte Porzio, Montemaggiore al Metauro, San Giorgio di Pesaro, Sant'Ippolito, Serrungarina.